# Zoopagales
Zoopagomycetes, Zoopagomycotina, Zoopagomycota
Division
Sous-division
Classe
Ordre
Les Zoopagales sont un ordre de champignons, uniques représentants de la classe des Zoopagomycetes, de la sous-division des Zoopagomycotina et de la division des Zoopagomycota. Ce sont des mycoparasites s'attaquant aux amibes, aux nématodes et aux rotifères. Les Zoopagales contiennent la plus grande diversité de genres de champignons prédateurs.

## Répartition
Cet ordre a une répartition cosmopolite.

## Liste des familles
Selon MycoBank (10 février 2023), le Catalogue of Life (10 février 2023) et The Taxonomicon (10 février 2023) :
- Cochlonemataceae Dudd., 1974
- Helicocephalidaceae Boedijn, 1959
- Piptocephalidaceae J.Schröt., 1886
- Sigmoideomycetaceae Benny, R.K.Benj. & P.M.Kirk, 1992
- Zoopagaceae Drechsler, 1938

Famille incertae sedis, :
- Basidiolum Cienk., 1861
- Massartia De Wild., 1897

## Systématique
Nommés à partir du genre type Zoopage, l'ordre des Zoopagales a été proposé par Richard Keith Benjamin (d) en 1979, la sous-division des Zoopagomycotina par Gerald Leonard Benny (d) en 2007, la classe des Zoopagomycetes par Alexander Borissowitsch Doweld (d) en 2014 et la division des Zoopagomycota par Andrii Pylypovych Gryganskyi (d), Matthew Edward Smith (d), Joseph W. Spatafora (d) et Jason E. Stajich (d) en 2016. Une étude de 2019 montre que les Zoopagales sont monophylétiques et que l'état ancestral de ce clade était soit le mycoparasitisme, soit la prédation (les champignons prédateurs étant définis comme se nourrissant de plus d'un individu au cours d'une étape de leur cycle de vie, tandis que les champignons parasites sont définis comme exploitant un seul individu au cours d'une étape de leur cycle).